# Berenador

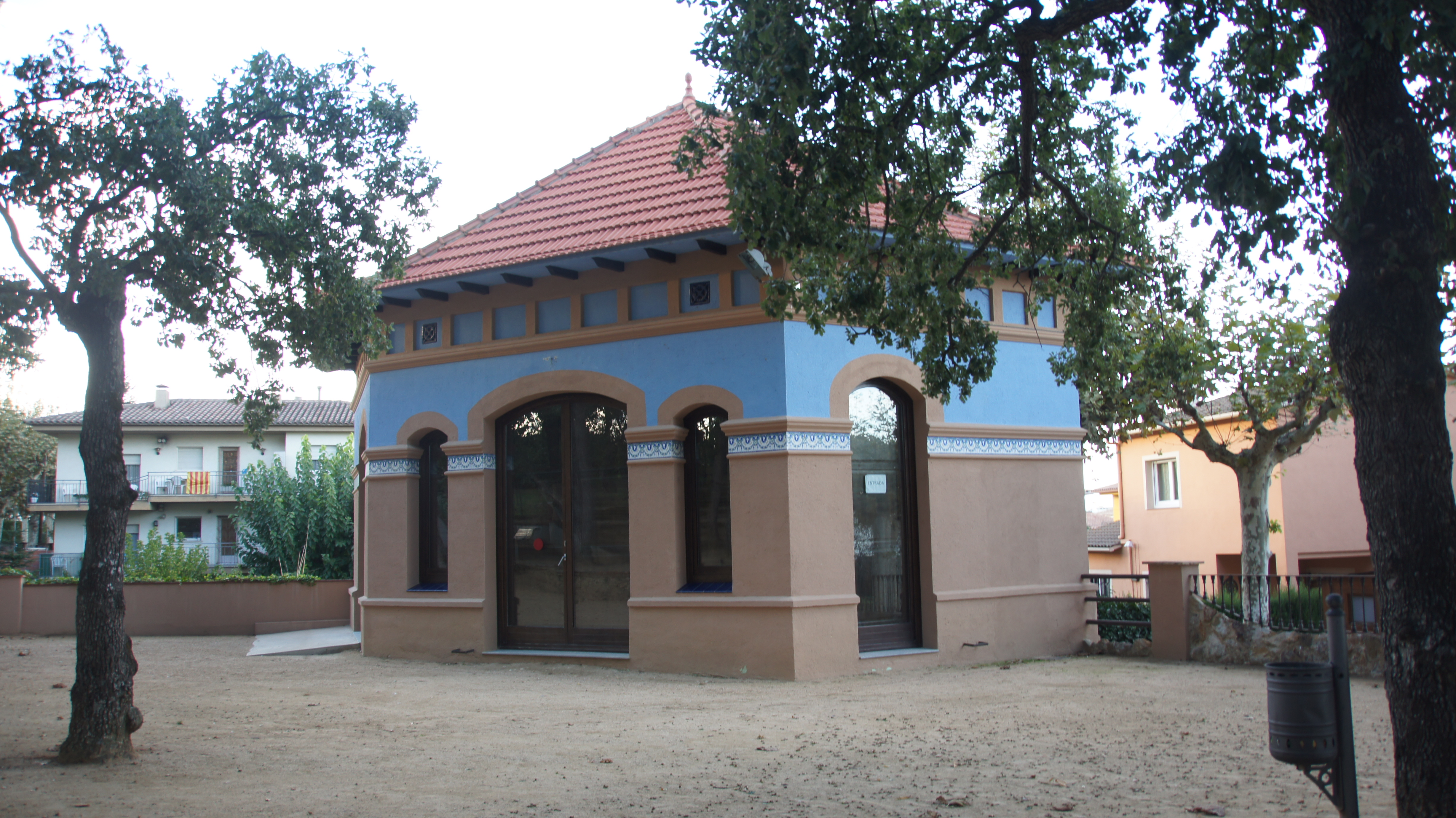
Casinet de la Font de la Vaca (1925), antic berenador

Un berenador és una zona, generalment a l'aire lliure, acomodada amb taules i bancs a propòsit per anar-hi a berenar, a menjar o a fer pícnic. Poden tenir més equipaments, com barbacoes, servei d'aigua potable, piques o establiments comercials. Se solen instal·lar en parcs públics, al llarg de senders turístics o en autopistes. Als parcs naturals tenen la funció de concentrar les menjades en llocs restringits per protegir la resta de l'espai contra incendis, contaminació per brossa i destrucció de zones fràgils.

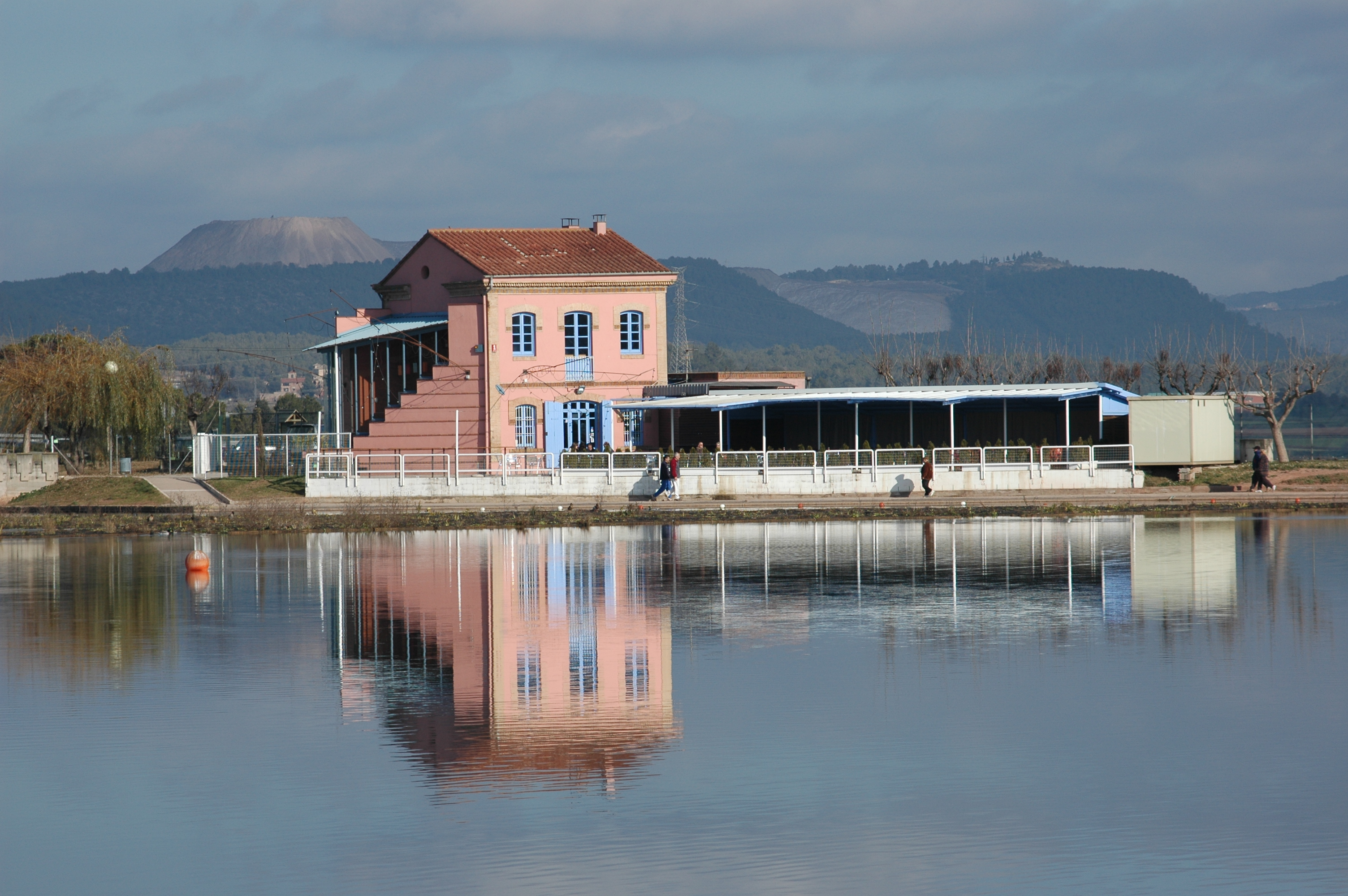
El berenador al Parc de l'Agulla a Manresa